# 防衛大臣

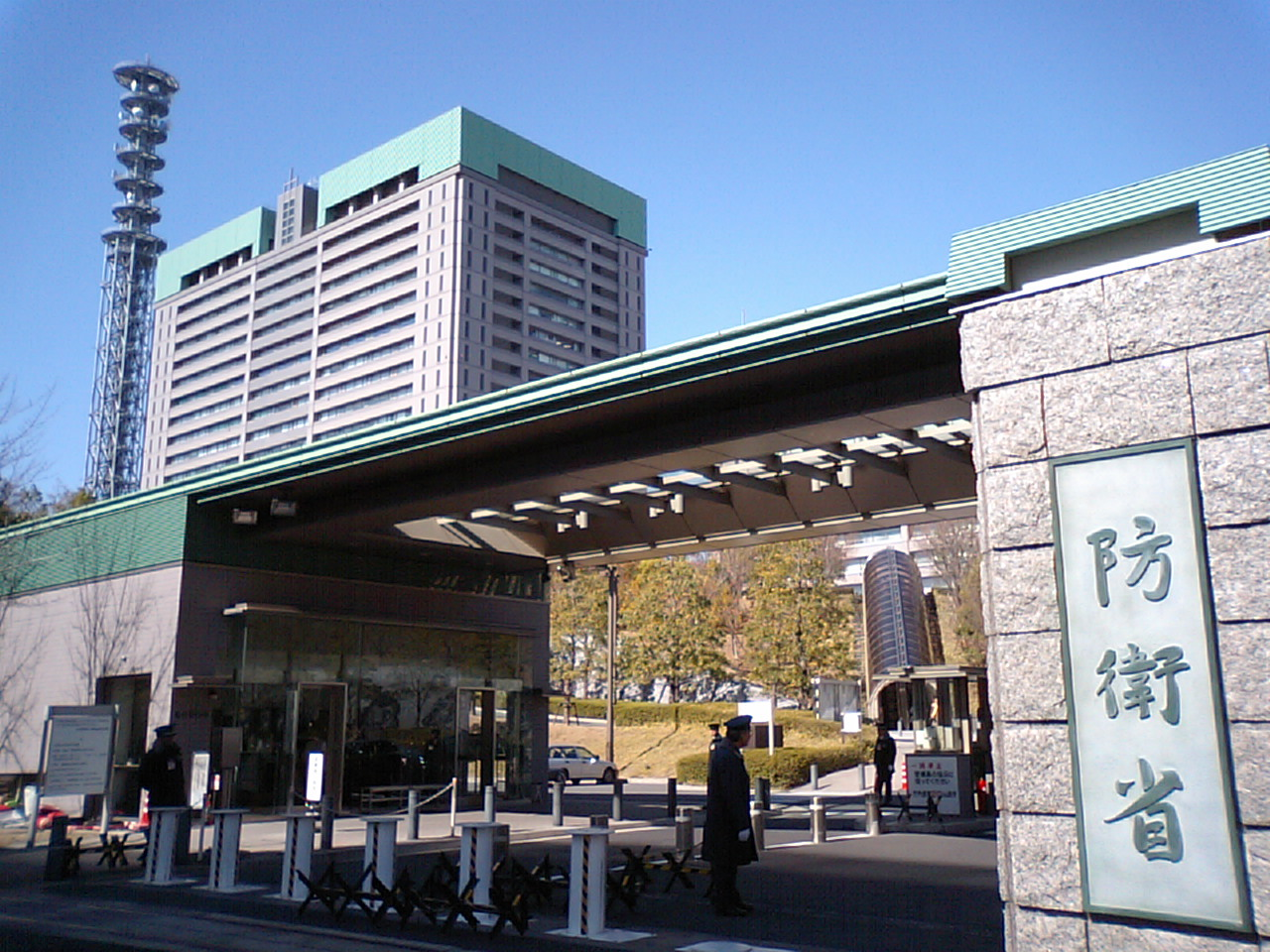
防衛省

防衛大臣（日语：／ Bōei daijin */?）是日本防衛省的最高首長，為國務大臣（內閣成員）之一。簡稱防衛相（ぼうえいしょう）。前身是防衛廳長官，2007年1月9日隨著防衛廳升格為防衛省而改為現名。此次升格對於日本軍事發展有重大意義，象徵日本自二戰結束之後對國防政策的積極改變。
依照日本國憲法第66條規定，防衛大臣與其他大臣一樣由文人擔任（文民統制）。是行政組織防衛省的最高責任者，也在陸海空三自衛隊最高指揮官內閣總理大臣之下管理（透過統合幕僚長）全體自衛隊。防衛大臣指揮自衛隊是由統合幕僚長補佐與執行。

## 概要
東西冷戰時期，美日安保體制下的日本對於安全保障政策的主動權很小，因此防衛廳長官在戰後的重要性並不高，多由初入閣者擔任。1970年佐藤榮作在第3次佐藤內閣任用派閥領袖中曾根康弘，1977年福田改造內閣任用黨內實力者金丸信是少數例外。曾任防衛廳長官的總理大臣僅有中曾根康弘與宇野宗佑兩人。
在曾任防衛廳長官、自認是國防專門的中曾根康弘出任首相後，情勢開始改變。中曾根在1984年任命當時的自民黨明日之星加藤紘一出任，並在隔年內閣改組留任。
1990年代以後，歷經波灣戰爭等的日本，在包含軍事層面在內的國際貢獻，以及有事法制整備、駐日美軍再編與美日同盟再定義等國防相關議題逐漸成為重要國政課題。1997年內閣改組，尚待解決普天間基地移設問題的橋本龍太郎留下親信久間章生繼續掌管防衛廳。
隨著防衛政策的重要性提升，防衛廳在第1次安倍內閣的2007年（平成19年）升格為防衛省，防衛大臣（防衛廳長官）也開始要求參與對外交涉與國會辯論，21世紀以後多由曾在政黨與政府擔任相關職務的國防系議員，如中谷元（2001年）、石破茂（2002年）、濱田靖一、江渡聰德、岩屋毅等，或是額賀福志郎、久間章生、石破（2007年）、小野寺五典（2012年、2017年）、中谷（2014年）、河野太郎（2019年，外務大臣轉任）等再任者或其他重要閣僚經驗者出任。2009年（平成21年）上台的民主黨政權，雖然北澤俊美較少涉獵外交、安保問題，但作為閣內重要的實力者仍發揮其影響力。2012年（平成24年）內閣改組（野田第2次改造內閣、野田第3次改造內閣）任用自衛隊出身的民間人士森本敏受到關注。在強調派閥平衡的自民黨人事任命中，防衛大臣多是重視其專門性。安倍晉三任用小池百合子、稻田朋美出任充滿陽剛印象的防衛大臣引起話題，然而小池因省內人事風暴拒絕留任。稻田也因日報問題等辭職。

## 與舊制度的比較
舊憲法下的陸軍大臣與海軍大臣需由現役武官（軍人）出任（軍部大臣現役武官制），但沒有軍事作戰行動的指揮（軍令）權，僅掌管軍政（「德國型國防部長」）。現行制度將軍政與軍令集中，防衛大臣依據現行憲法第66條規定由文人出任，在自衛隊最高指揮官內閣總理大臣之下掌管與軍政相當的防衛行政以及自衛隊作戰行動的指揮監督（「法國型國防部長」）。

## 歷代防衛大臣
- 表格除防衛大臣之外，還包含防衛省前身的防衛廳、保安廳、警察預備隊本部及海上警備隊海上保安廳長官（日语：海上保安庁長官）等。
- 粗體代表之後曾擔任內閣總理大臣。
- 沒有人事令的留任不計算任數。

| 代                                   | 圖像                                                   | 姓名               | 在任期間                                                | 兼任、備註 | 所屬政黨           |
| 警察預備隊本部長官                   | 警察預備隊本部長官                                     | 警察預備隊本部長官 | 警察預備隊本部長官                                      | 警察預備隊本部長官                                                                                            | 警察預備隊本部長官 |
| ------------------------------------ | ------------------------------------------------------ | ------------------ | ------------------------------------------------------- | --- | ------------------ |
| -                                    |                                                        | 增原惠吉           | 1950年（昭和25年）8月14日 - 1952年（昭和27年）7月31日   | 認證官。內務省出身的警察官僚。                                                                                |                    |
| 國務大臣（警察預備隊擔當）           |                                                        |                    |                                                         | |                    |
| -                                    |                                                        | 大橋武夫           | 1951年（昭和26年）12月26日 - 1952年（昭和27年）7月31日  | 警察預備隊令第9條之擔當國務大臣。 舊內務省的前警察官僚。                                                      | 自由黨             |
| 海上保安廳長官（改制保安廳的過渡期） |                                                        |                    |                                                         | |                    |
| -                                    |                                                        | 柳澤米吉           | 1952年（昭和27年）4月26日 - 1952年（昭和27年）7月31日   | 內務省入省，運輸通信省、運輸省官僚。 海上警備隊指揮監督。 海上警備隊改制保安廳警備隊。 本體改編為海上公安局。 |                    |
| 國務大臣保安廳長官（總理府外局）     |                                                        |                    |                                                         | |                    |
| -                                    |                                                        | 吉田茂             | 1952年（昭和27年）8月1日 - 1952年（昭和27年）10月30日   | 內閣總理大臣事務辦理。 保安廳管轄保安隊、警備隊及海上公安局。                                                 | 自由黨             |
| 1                                    |                                                        | 木村篤太郎         | 1952年（昭和27年）10月30日 - 1953年（昭和28年）5月21日  | 國務大臣（前內閣的法務大臣）。                                                                                |                    |
| 2                                    | 1953年（昭和28年）5月21日 - 1954年（昭和29年）6月30日  | 木村篤太郎         |                                                         | |                    |
| 國務大臣防衛廳長官（總理府外局）     |                                                        |                    |                                                         | |                    |
| 1                                    |                                                        | 木村篤太郎         | 1954年（昭和29年）7月1日 - 1954年（昭和29年）12月10日   | 第5次吉田內閣開始擔任保安廳長官 就任國務大臣防衛廳長官。 陸、海、空自衛隊成立。 廢除海上公安局法。            |                    |
| 2                                    |                                                        | 大村清一           | 1954年（昭和29年）12月10日 - 1955年（昭和30年）3月19日  | 第1次吉田內閣的內務大臣。                                                                                     | 日本民主黨         |
| 3                                    |                                                        | 杉原荒太           | 1955年（昭和30年）3月19日 - 1955年（昭和30年）7月31日   | 外務省前官僚。                                                                                                | 日本民主黨         |
| 4                                    |                                                        | 砂田重政           | 1955年（昭和30年）7月31日 - 1955年（昭和30年）11月22日  | 支持預備幹部自衛官制度而下台。                                                                                | 日本民主黨         |
| 5                                    |                                                        | 船田中             | 1955年（昭和30年）11月22日 - 1956年（昭和31年）12月23日 | 第1次近衛內閣的法制局長官                                                                                     | 自由民主黨         |
| -                                    |                                                        | 石橋湛山           | 1956年（昭和31年）12月23日 - 1957年（昭和32年）1月31日  | 內閣總理大臣事務辦理。                                                                                        | 自由民主黨         |
| -                                    |                                                        | 岸信介             | 1957年（昭和32年）1月31日 - 1957年（昭和32年）2月2日    | 外務大臣事務代理。                                                                                            | 自由民主黨         |
| 6                                    |                                                        | 小瀧彬             | 1957年（昭和32年）2月2日 - 1957年（昭和32年）2月25日    | | 自由民主黨         |
| 7                                    |                                                        | 小瀧彬             | 1957年（昭和32年）2月25日 - 1957年（昭和32年）7月10日   | | 自由民主黨         |
| 8                                    |                                                        | 津島壽一           | 1957年（昭和32年）7月10日 - 1958年（昭和33年）6月12日   | | 自由民主黨         |
| 9                                    |                                                        | 左藤義詮           | 1958年（昭和33年）6月12日 - 1959年（昭和34年）1月12日   | | 自由民主黨         |
| 10                                   |                                                        | 伊能繁次郎         | 1959年（昭和34年）1月12日 - 1959年（昭和34年）6月18日   | 運輸省前官僚。                                                                                                | 自由民主黨         |
| 11                                   |                                                        | 赤城宗德           | 1959年（昭和34年）6月18日 - 1960年（昭和35年）7月19日   | 安保騒亂時拒絕治安出動。                                                                                      | 自由民主黨         |
| 12                                   |                                                        | 江崎真澄           | 1960年（昭和35年）7月19日 - 1960年（昭和35年）12月8日   | | 自由民主黨         |
| 13                                   |                                                        | 西村直己           | 1960年（昭和35年）12月8日 - 1961年（昭和36年）7月18日   | | 自由民主黨         |
| 14                                   |                                                        | 藤枝泉介           | 1961年（昭和36年）7月18日 - 1962年（昭和37年）7月18日   | | 自由民主黨         |
| 15                                   |                                                        | 志賀健次郎         | 1962年（昭和37年）7月18日 - 1963年（昭和38年）7月18日   | | 自由民主黨         |
| 16                                   |                                                        | 福田篤泰           | 1963年（昭和38年）7月18日 - 1963年（昭和38年）12月9日   | | 自由民主黨         |
| 17                                   |                                                        | 福田篤泰           | 1963年（昭和38年）12月9日 - 1964年（昭和39年）7月18日   | | 自由民主黨         |
| 18                                   |                                                        | 小泉純也           | 1964年（昭和39年）7月18日 - 1964年（昭和39年）11月9日   | | 自由民主黨         |
| 19                                   | 1964年（昭和39年）11月9日 - 1965年（昭和40年）6月3日   | 小泉純也           | 因昭和38年度綜合防衛圖上研究事件而下台。                | | 自由民主黨         |
| 20                                   |                                                        | 松野賴三           | 1965年（昭和40年）6月3日 - 1966年（昭和41年）8月1日     | 前海軍主計少佐                                                                                                | 自由民主黨         |
| 21                                   |                                                        | 上林山榮吉         | 1966年（昭和41年）8月1日 - 1966年（昭和41年）12月3日    | 在私人活動中動用公家資源而飽受批評。                                                                          | 自由民主黨         |
| 22                                   |                                                        | 增田甲子七         | 1966年（昭和41年）12月3日 - 1967年（昭和42年）2月17日   | | 自由民主黨         |
| 23                                   |                                                        | 增田甲子七         | 1967年（昭和42年）2月17日 - 1968年（昭和43年）11月30日  | | 自由民主黨         |
| 24                                   |                                                        | 有田喜一           | 1968年（昭和43年）11月30日 - 1970年（昭和45年）1月14日  | 運輸省前官僚。                                                                                                | 自由民主黨         |
| 25                                   |                                                        | 中曾根康弘         | 1970年（昭和45年）1月14日 - 1971年（昭和46年）7月5日    | 內務省前官僚（海軍主計少佐）。發生三島事件。                                                                  | 自由民主黨         |
| 26                                   |                                                        | 增原惠吉           | 1971年（昭和46年）7月5日 - 1971年（昭和46年）8月2日     | 發生全日空58號班機空難                                                                                        | 自由民主黨         |
| 27                                   |                                                        | 西村直己           | 1971年（昭和46年）8月2日 - 1971年（昭和46年）12月3日    | | 自由民主黨         |
| 28                                   |                                                        | 江崎真澄           | 1971年（昭和46年）12月3日 - 1972年（昭和47年）7月7日    | | 自由民主黨         |
| 29                                   |                                                        | 增原惠吉           | 1972年（昭和47年）7月7日 - 1972年（昭和47年）12月22日   | | 自由民主黨         |
| 30                                   |                                                        | 增原惠吉           | 1972年（昭和47年）12月22日 - 1973年（昭和48年）5月29日  | | 自由民主黨         |
| 31                                   |                                                        | 山中貞則           | 1973年（昭和48年）5月29日 - 1974年（昭和49年）11月11日  | | 自由民主黨         |
| 32                                   |                                                        | 宇野宗佑           | 1974年（昭和49年）11月11日 - 1974年（昭和49年）12月9日  | 第十雄洋丸事件下令撃沉。                                                                                      | 自由民主黨         |
| 33                                   |                                                        | 坂田道太           | 1974年（昭和49年）12月9日 - 1976年（昭和51年）12月24日  | 發生別連科叛逃事件。                                                                                          | 自由民主黨         |
| 34                                   |                                                        | 三原朝雄           | 1976年（昭和51年）12月24日 - 1977年（昭和52年）11月28日 | 官方開始展開有事法制研究。                                                                                    | 自由民主黨         |
| 35                                   |                                                        | 金丸信             | 1977年（昭和52年）11月28日 - 1978年（昭和53年）12月7日  | 統幕議長栗栖弘臣陸將下台。 實施駐日美軍「體恤預算」。                                                         | 自由民主黨         |
| 36                                   |                                                        | 山下元利           | 1978年（昭和53年）12月7日 - 1979年（昭和54年）11月9日   | 大藏省前官僚（海軍主計士官）                                                                                  | 自由民主黨         |
| 37                                   |                                                        | 久保田圓次         | 1979年（昭和54年）11月9日 - 1980年（昭和55年）2月4日    | 因宮永間諜事件下台。                                                                                          | 自由民主黨         |
| 38                                   |                                                        | 細田吉藏           | 1980年（昭和55年）2月4日 - 1980年（昭和55年）7月17日    | | 自由民主黨         |
| 39                                   |                                                        | 大村襄治           | 1980年（昭和55年）7月17日 - 1981年（昭和56年）11月30日  | | 自由民主黨         |
| 40                                   |                                                        | 伊藤宗一郎         | 1981年（昭和56年）11月30日 - 1982年（昭和57年）11月27日 | | 自由民主黨         |
| 41                                   |                                                        | 谷川和穗           | 1982年（昭和57年）11月27日 - 1983年（昭和58年）12月27日 | | 自由民主黨         |
| 42                                   |                                                        | 栗原祐幸           | 1983年（昭和58年）12月27日 - 1984年（昭和59年）11月1日  | | 自由民主黨         |
| 43                                   |                                                        | 加藤紘一           | 1984年（昭和59年）11月1日 - 1986年（昭和61年）7月22日   | | 自由民主黨         |
| 44                                   |                                                        | 栗原祐幸           | 1986年（昭和61年）7月22日 - 1987年（昭和62年）11月6日   | | 自由民主黨         |
| 45                                   |                                                        | 瓦力               | 1987年（昭和62年）11月6日 - 1988年（昭和63年）8月24日   | 因灘潮事件下台                                                                                                | 自由民主黨         |
| 46                                   |                                                        | 田澤吉郎           | 1988年（昭和63年）8月24日 - 1989年（平成元年）6月3日    | | 自由民主黨         |
| 47                                   |                                                        | 山崎拓             | 1989年（平成元年）6月3日 - 1989年（平成元年）8月10日    | | 自由民主黨         |
| 48                                   |                                                        | 松本十郎           | 1989年（平成元年）8月10日 - 1990年（平成2年）2月28日    | | 自由民主黨         |
| 49                                   |                                                        | 石川要三           | 1990年（平成2年）2月28日 - 1990年（平成2年）12月29日    | | 自由民主黨         |
| 50                                   |                                                        | 池田行彥           | 1990年（平成2年）12月29日 - 1991年（平成3年）11月5日    | | 自由民主黨         |
| 51                                   |                                                        | 宮下創平           | 1991年（平成3年）11月5日 - 1992年（平成4年）12月12日    | | 自由民主黨         |
| 52                                   |                                                        | 中山利生           | 1992年（平成4年）12月12日 - 1993年（平成5年）8月9日     | | 自由民主黨         |
| 53                                   |                                                        | 中西啓介           | 1993年（平成5年）8月9日 - 1993年（平成5年）12月2日      | | 新生黨             |
| 54                                   |                                                        | 愛知和男           | 1993年（平成5年）12月2日 - 1994年（平成6年）4月28日     | | 新生黨             |
| -                                    |                                                        | 羽田孜             | 1994年（平成6年）4月28日                                | 內閣總理大臣事務辦理                                                                                          | 新生黨             |
| 55                                   |                                                        | 神田厚             | 1994年（平成6年）4月28日 - 1994年（平成6年）6月30日     | | 民社黨             |
| 56                                   |                                                        | 玉澤德一郎         | 1994年（平成6年）6月30日 - 1995年（平成7年）8月8日      | | 自由民主黨         |
| 57                                   |                                                        | 衛藤征士郎         | 1995年（平成7年）8月8日 - 1996年（平成8年）1月11日      | | 自由民主黨         |
| 58                                   |                                                        | 臼井日出男         | 1996年（平成8年）1月11日 - 1996年（平成8年）11月7日     | | 自由民主黨         |
| 59                                   |                                                        | 久間章生           | 1996年（平成8年）11月7日 - 1998年（平成10年）7月30日    | | 自由民主黨         |
| 60                                   |                                                        | 額賀福志郎         | 1998年（平成10年）7月30日 - 1998年（平成10年）11月20日  | 前防衛廳長官 發生防衛廳調達實施本部瀆職事件 參議院本會議通過問責決議                                          | 自由民主黨         |
| 61                                   |                                                        | 野呂田芳成         | 1998年（平成10年）11月20日 - 1999年（平成11年）10月5日  | 發生能登半島沿海不明船事件 首次下令海上警備行動                                                               | 自由民主黨         |
| 62                                   |                                                        | 瓦力               | 1999年（平成11年）10月5日 - 2000年（平成12年）4月5日    | | 自由民主黨         |
| 63                                   |                                                        | 瓦力               | 2000年（平成12年）4月5日 - 2000年（平成12年）7月4日     | | 自由民主黨         |
| 64                                   |                                                        | 虎島和夫           | 2000年（平成12年）7月4日 - 2000年（平成12年）12月5日    | | 自由民主黨         |
| 65                                   |                                                        | 齊藤斗志二         | 2000年（平成12年）12月5日 - 2001年（平成13年）1月5日    | | 自由民主黨         |
| 國務大臣防衛廳長官（內閣府外局）     |                                                        |                    |                                                         | |                    |
| 66                                   |                                                        | 齊藤斗志二         | 2001年（平成13年）1月6日 - 2001年（平成13年）4月26日    | | 自由民主黨         |
| 67                                   |                                                        | 中谷元             | 2001年（平成13年）4月26日 - 2002年（平成14年）9月30日   | 前陸上自衛官 首位自衛官出身防衛廳長官                                                                         | 自由民主黨         |
| 68                                   |                                                        | 石破茂             | 2002年（平成14年）9月30日 - 2003年（平成15年）11月19日  | | 自由民主黨         |
| 69                                   | 2003年（平成15年）11月19日 - 2004年（平成16年）9月27日 | 石破茂             |                                                         | | 自由民主黨         |
| 70                                   |                                                        | 大野功統           | 2004年（平成16年）9月27日 - 2005年（平成17年）9月21日   | | 自由民主黨         |
| 71                                   | 2005年（平成17年）9月21日 - 2005年（平成17年）10月31日 | 大野功統           |                                                         | | 自由民主黨         |
| 72                                   |                                                        | 額賀福志郎         | 2005年（平成17年）10月31日 - 2006年（平成18年）9月26日  | 爆發防衛設施廳黑箱事件                                                                                        | 自由民主黨         |
| 73                                   |                                                        | 久間章生           | 2006年（平成18年）9月26日 - 2007年（平成19年）1月8日    | | 自由民主黨         |
| 防衛大臣（防衛省）                   |                                                        |                    |                                                         | |                    |
| 1                                    |                                                        | 久間章生           | 2007年（平成19年）1月9日 - 2007年（平成19年）7月4日     | 因對原爆發表不當言論而下台                                                                                    | 自由民主黨         |
| 2                                    |                                                        | 小池百合子         | 2007年（平成19年）7月4日 - 2007年（平成19年）8月27日    | 首位女性防衛大臣                                                                                              | 自由民主黨         |
| 3                                    |                                                        | 高村正彥           | 2007年（平成19年）8月27日 - 2007年（平成19年）9月26日   | 解散防衛設施廳 新設防衛監察本部                                                                               | 自由民主黨         |
| 4                                    |                                                        | 石破茂             | 2007年（平成19年）9月26日 - 2008年（平成20年）8月2日    | 前防衛廳長官 2007年（平成19年）10月19日爆發山田洋行事件 2008年（平成20年）2月19日發生神盾艦衝突事故           | 自由民主黨         |
| 5                                    |                                                        | 林芳正             | 2008年（平成20年）8月2日 - 2008年（平成20年）9月24日    | | 自由民主黨         |
| 6                                    |                                                        | 濱田靖一           | 2008年（平成20年）9月24日 - 2009年（平成21年）9月16日   | 設置防衛會議 田母神俊雄空幕長下台                                                                             | 自由民主黨         |
| 7                                    |                                                        | 北澤俊美           | 2009年（平成21年）9月16日 - 2010年（平成22年）6月8日    | | 民主黨             |
| 8                                    | 2010年（平成22年）6月8日 - 2011年（平成23年）9月2日    | 北澤俊美           | 成立JTF-TH                                              | | 民主黨             |
| 9                                    |                                                        | 一川保夫           | 2011年（平成23年）9月2日 - 2012年（平成24年）1月13日    | 參議院本會議通過問責決議                                                                                      | 民主黨             |
| 10                                   |                                                        | 田中直紀           | 2012年（平成24年）1月13日 - 2012年（平成24年）6月4日    | 參議院本會議通過問責決議                                                                                      | 民主黨             |
| 11                                   |                                                        | 森本敏             | 2012年（平成24年）6月4日 - 2012年（平成24年）12月26日   | 前航空自衛官、外交官 前防衛大臣補佐官                                                                         | 野人               |
| 12                                   |                                                        | 小野寺五典         | 2012年（平成24年）12月26日 - 2014年（平成26年）9月3日   | | 自由民主黨         |
| 13                                   |                                                        | 江渡聰德           | 2014年（平成26年）9月3日 - 2014年（平成26年）12月24日   | 兼任安全保障法制擔當大臣                                                                                      | 自由民主黨         |
| 14                                   |                                                        | 中谷元             | 2014年（平成26年）12月24日 - 2016年（平成28年）8月3日   | 兼任安全保障法制擔當大臣 前陸上自衛官、前防衛廳長官 廢除運用企劃局，新設防衛裝備廳                            | 自由民主黨         |
| 15                                   |                                                        | 稻田朋美           | 2016年（平成28年）8月3日 - 2017年（平成29年）7月28日    | 因南蘇丹聯合國維和行動日報隱瞞問題下台                                                                        | 自由民主黨         |
| 16                                   |                                                        | 岸田文雄           | 2017年（平成29年）7月28日 - 2017年（平成29年）8月3日    | 兼任外務大臣                                                                                                  | 自由民主黨         |
| 17                                   |                                                        | 小野寺五典         | 2017年（平成29年）8月3日 - 2017年（平成29年）11月1日    | 前防衛大臣 | 自由民主黨         |
| 18                                   | 2017年（平成29年）11月1日 - 2018年（平成30年）10月2日  | 小野寺五典         | 再任                                                    | | 自由民主黨         |
| 19                                   |                                                        | 岩屋毅             | 2018年（平成30年）10月2日 - 2019年（令和元年）9月11日   | 發生2018年日韓雷達鎖定爭議。                                                                                  | 自由民主黨         |
| 20                                   |                                                        | 河野太郎           | 2019年（令和元年）9月11日 - 2020年（令和二年）9月16日   | | 自由民主黨         |
| 20                                   |                                                        | 岸信夫             | 2020年（令和二年）9月16日 -2022年8月10日                | | 自由民主黨         |
| 21                                   |                                                        | 濱田靖一           | 2022年8月10日 - 2023年9月13日                           | | 自由民主黨         |
| 22                                   |                                                        | 木原稔             | 2023年9月13日 - 2024年10月1日                           | | 自由民主黨         |
| 23                                   |                                                        | 中谷元             | 2024年10月1日 -                                         | | 自由民主黨         |

- 歷代連續最長在任記錄：坂田道太，1974年12月9日 - 1976年12月24日，共746日。
- 歷代通算最長在任記錄：中谷元，2001年4月26日 - 2002年9月30日以及2014年12月24日 - 2016年8月3日，共1110日。

## 外部連結
- 防衛省・自衛隊：大臣・副大臣・政務官 （页面存档备份，存于）